# Hoffmann Attila
Hoffmann Attila (Budapest, 1944. február 16. –) gépészmérnök, országgyűlési képviselő (MSZP), 2002 és 2006 között a Budapest XVII. kerületi önkormányzat polgármestere. 

## Családja
Apja, Hoffmann Béla erdélyi családból származott. 1944-ig nagykereskedése volt Budapesten, amelyet államosítottak. Börtönbüntetésre ítélték, majd segédmunkás lett. Édesanyja, Koltay Margit tisztviselő volt.  
1969-ben kötött házasságot. Egy lánya van, Györgyi (1971-ben született).

## Életpályája

### Szakmai pályafutása
Hoffmann Attila Budapesten az Apáczai Csere Gimnáziumban érettségizett. A GATE Mezőgazdasági Gépészmérnöki Karán 1972-ben gépészmérnöki diplomát szerzett. Szakmérnök, mérnök-közgazdász végzettsége is van. 1980-ban egyetemi doktor lett.
Gyakorlóéveit követően 1973-tól másfél éven át a monoki Kossuth Lajos Mgtsz, majd 1974 és 1985 között a solti Szikra Mgtsz főmérnöke volt. 1983-tól a tsz ipari üuemeinek igazgatója volt Budapesten. 1985 és 1993 között Vaján dolgozott. 1990-től a műszergyártással foglalkozó A.I.Z WEST Holding ügyvezető igazgatója. A kisrészvényesek képviseletében az Első Pesti Telefontársaság Rt. felügyelőbizottságának elnökévé választották. 

### Politikai pályafutása
1975 és 1989 között MSZMP-tag volt. Külföldi munkavégzéséről hazatérve,  1992. decemberben lépett  be a Magyar Szocialista Pártba. 1994-ben az országgyűlési választásokon Budapest XVII. kerületében, a 25. választókerületben szerzett mandátumot.
2002 és 2006 között  (MSZP-SZDSZ támogatással) ő lett Budapest XVII. kerületének polgármestere.
A 2006-os önkormányzati választáson  alig több, mint 300 szavazattal maradt alul Riz Leventével szemben.